# مد سیزن
مد سیزن (انگلیسی: Mad Season) یک ابرگروه راک است که در سیاتل، واشینگتن، واشینگتن در سال ۱۹۹۴ بنیان‌گذاری شد. اعضای این گروه پیش از این در گروه‌های آلیس این چینز، پرل جم، اسکریمینگ تریز حضور داشتند. این گروه در طول فعالیتش تنها یک آلبوم آن هم به نام بالای سر منتشر کرد. این گروه در سال ۱۹۹۹ به دلیل مرگ جان بیکر ساندرز (بیسیست گروه) از هم پاشید. لین استیلی هم سه سال بعد از آن به خاطر مصرف بیش از حد مواد مخدر از دنیا رفت.
رودخانه نیرنگ موفق‌ترین ترانهٔ این گروه است که توانست در جدول مین استریم و آلترناتیو آمریکا به ترتیب رتبه‌های دوم و نهم را کسب کرده و هم‌چنین توانست در چارت کانادا هم جزو ۱۰۰ ترانه برتر قرار گیرد.

## اعضای گروه
- Barrett Martin – درام (۱۹۹۴–۱۹۹۹، ۲۰۱۲، ۲۰۱۴–۲۰۱۵)
- Mike McCready – گیتار لید (۱۹۹۴–۱۹۹۹، ۲۰۱۲، ۲۰۱۴–۲۰۱۵)
- John Baker Saunders – گیتار بیس (۱۹۹۴–۱۹۹۹)
- داف مک‌کگن – بیس (۲۰۱۴–۲۰۱۵)
- لین استیلی – خواننده، ریتم گیتار (۱۹۹۴–۱۹۹۷)

### اعضای دیگر
- مارک لنگن – خواننده
- Skerik – ساکسوفون، ساز کوبه‌ای (۱۹۹۴–۱۹۹۵)
- کریس کرنل – خواننده (۲۰۱۵)